# Sergio & The Ladies
Sergio & The Ladies var en musikgrupp som tävlade för Belgien i Eurovision Song Contest 2002.
Frontmannen, Serge Quisquater är musiker och TV-programledare född i Leuven 1965. Han släppte sin första skiva 1987 och blev berömd som ena halvan i popduon Touch Of Joy, tillsammans med Sandy Boets.
Vid Eurovision Song Contest 2002 sjöng han tillsammans med holländskorna Ibernice Macbean, Ingrid Simons och Jodi Pijper och framförde låten Sister, som slutade på delad trettondeplats.